# Gante-Wevelgem 1965
La Gante-Wevelgem 1965 fue la 27ª edición de la carrera ciclista Gante-Wevelgem y se disputó el 21 de marzo de 1965 sobre una distancia de 235 km.  
El belga Noël De Pauw (Solo-Superia) se impuso en la prueba al imponerse en solitario a la línea de meta. Sus compatriotas Bernard Van De Kerckhove y Gustaaf Desmet completaron el podio. 

## Clasificación final
| Posición | Ciclista                 | Equipo                    | Tiempo    |
| -------- | ------------------------ | ------------------------- | --------- |
| 1        | Noël De Pauw             | Solo-Superia              | 5h 36'00" |
| 2        | Bernard Van De Kerckhove | Solo-Superia              | a 37"     |
| 3        | Gustaaf Desmet           | Ford France-Gitane-Dunlop | a 1'03"   |
| 4        | Seamus Elliott           | Ford France-Gitane-Dunlop | a 1'32"   |
| 5        | Edward Sels              | Solo-Superia              | a 1'35"   |
| 6        | Willy Vannitsen          | Ford France-Gitane-Dunlop | m.t.      |
| 7        | Carmine Preziosi         | Pelforth-Sauvage-Lejeune  | m.t.      |
| 8        | Arthur Decabooter        | Wiel's-Groene Leeuw       | a 4"      |
| 9        | Norbert Kerckhove        | Dr. Mann-Grundig          | m.t.      |
| 10       | Michael Wright           | Wiel's-Groene Leeuw       | m.t.      |